# DN24C
DN24C este un drum național din România, care pornește de lângă Iași înspre nord de-a lungul râului Prut, trecând prin orașul Ștefănești și terminându-se în localitatea Rădăuți-Prut, pe unde se trece granița în orașul Lipcani din Republica Moldova. DN29E este o mică ramificație a acestui drum, traversând granița în Republica Moldova pe barajul Stânca-Costești.
În anul 2014, acesta era printre singurele drumuri naționale de pământ din România, alături de DN66A si DN1R Se efectuează lucrări de modernizare pe drumul național DN 24 C, între Ștefănești și Manoleasa-Prut.